# Deskstar 7K1000
Il Deskstar 7k1000 è il primo hard disk commerciale prodotto dalla HGST (Hitachi Global Storage Technologies) nel primo trimestre del 2007.
Si differenzia per:
- l'alto numero di gigabyte memorizzabili (1 000 GB)
- la velocità di rotazione 7 200 giri/min
- l'interfaccia di collegamento SATA 3,0 Gbit/s
- la tecnologia di registrazione chiamata Perpendicular Magnetic Recording (PMR).

Meccanicamente si compone di 5 piatti magnetici e 10 testine servoassistite.